# توم براونينج
توم براونينج (بالإنجليزية: Tom Browning)‏ هو عالم حشرات أسترالي، ولد في 28 يناير 1920 في Maitland, South Australia ‏ في أستراليا.